# Kronmalmätare

Kronmalmätare, Chloroclystis v-ata, är en fjärilsart som först beskrevs av Adrian Hardy Haworth 1809.  Kronmalmätare ingår i släktet Chloroclystis, och familjen mätare, Geometridae. Arten är reproducerande i Sverige.

## Bildgalleri

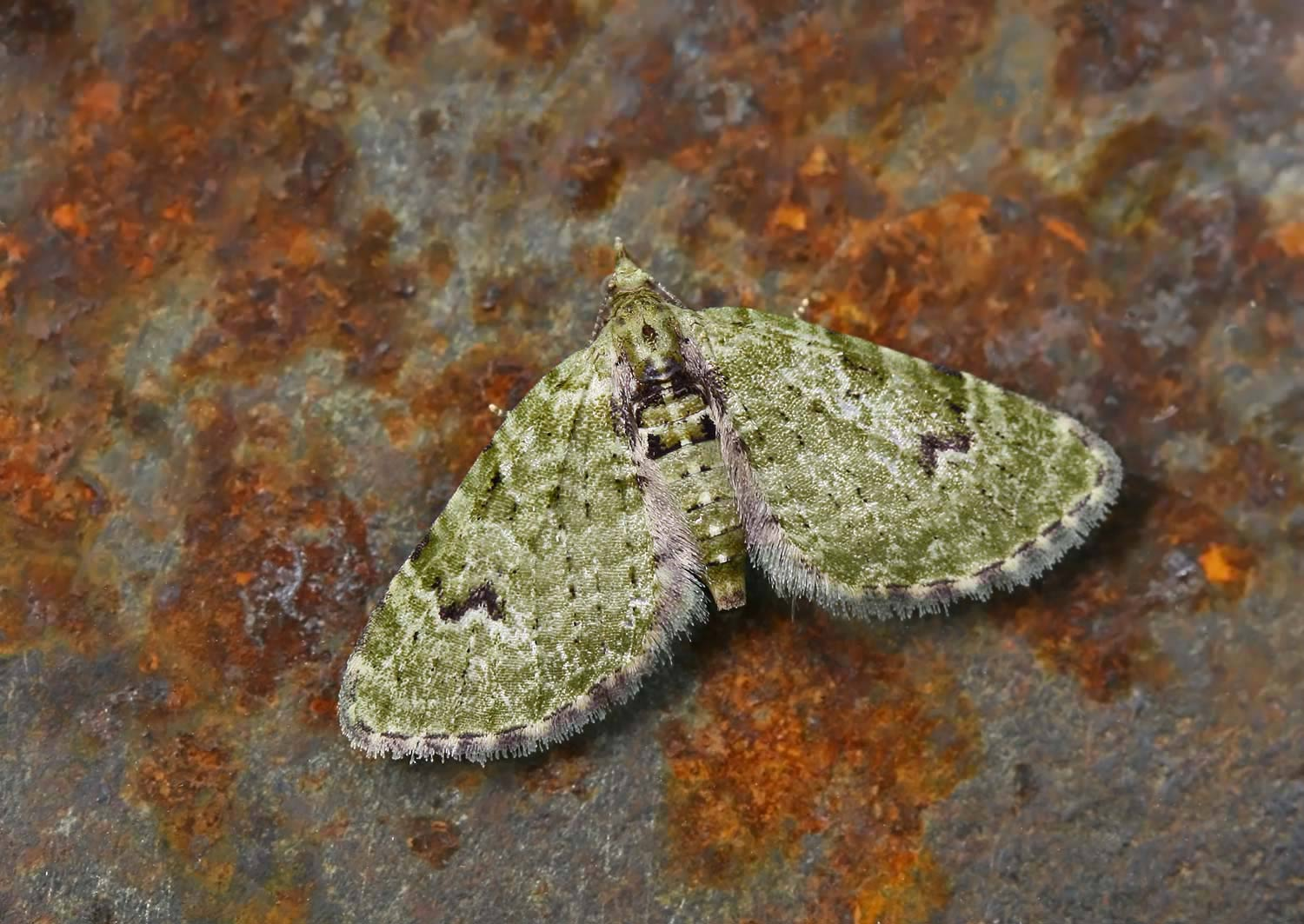
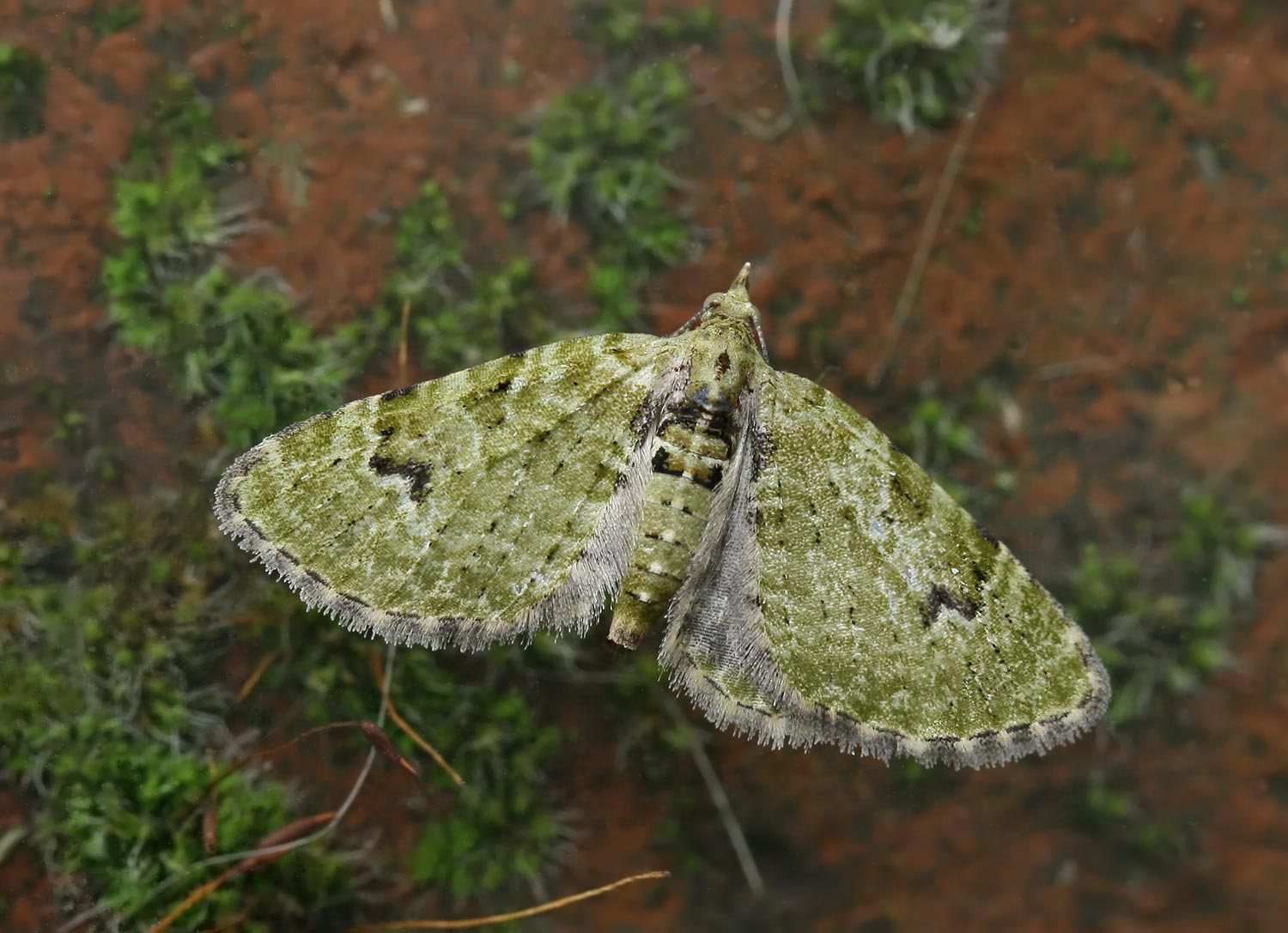
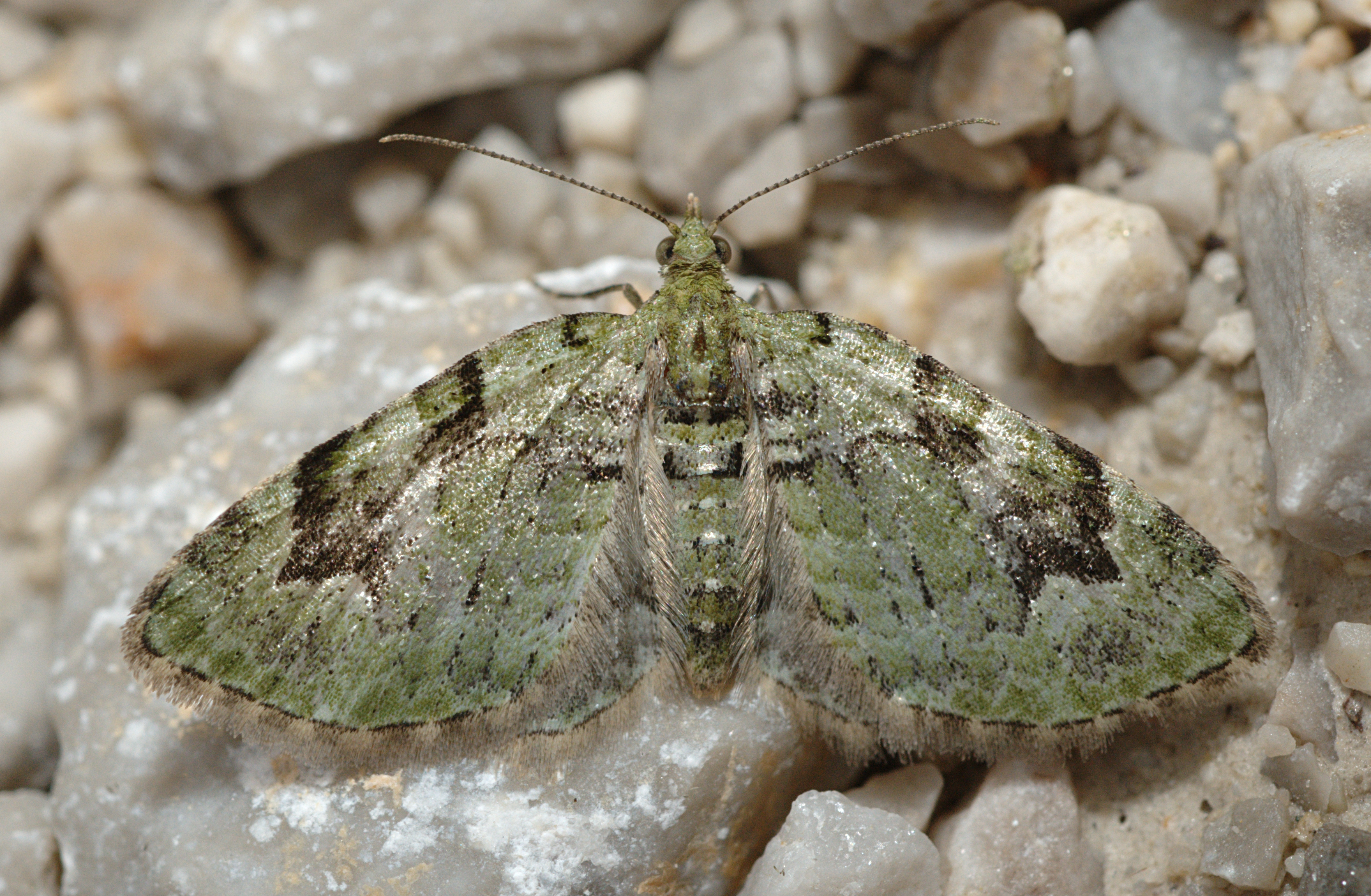
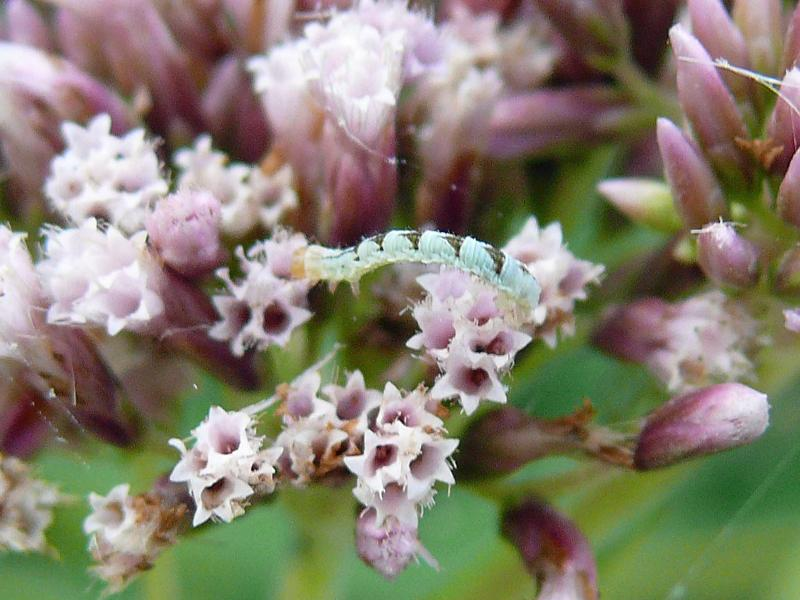
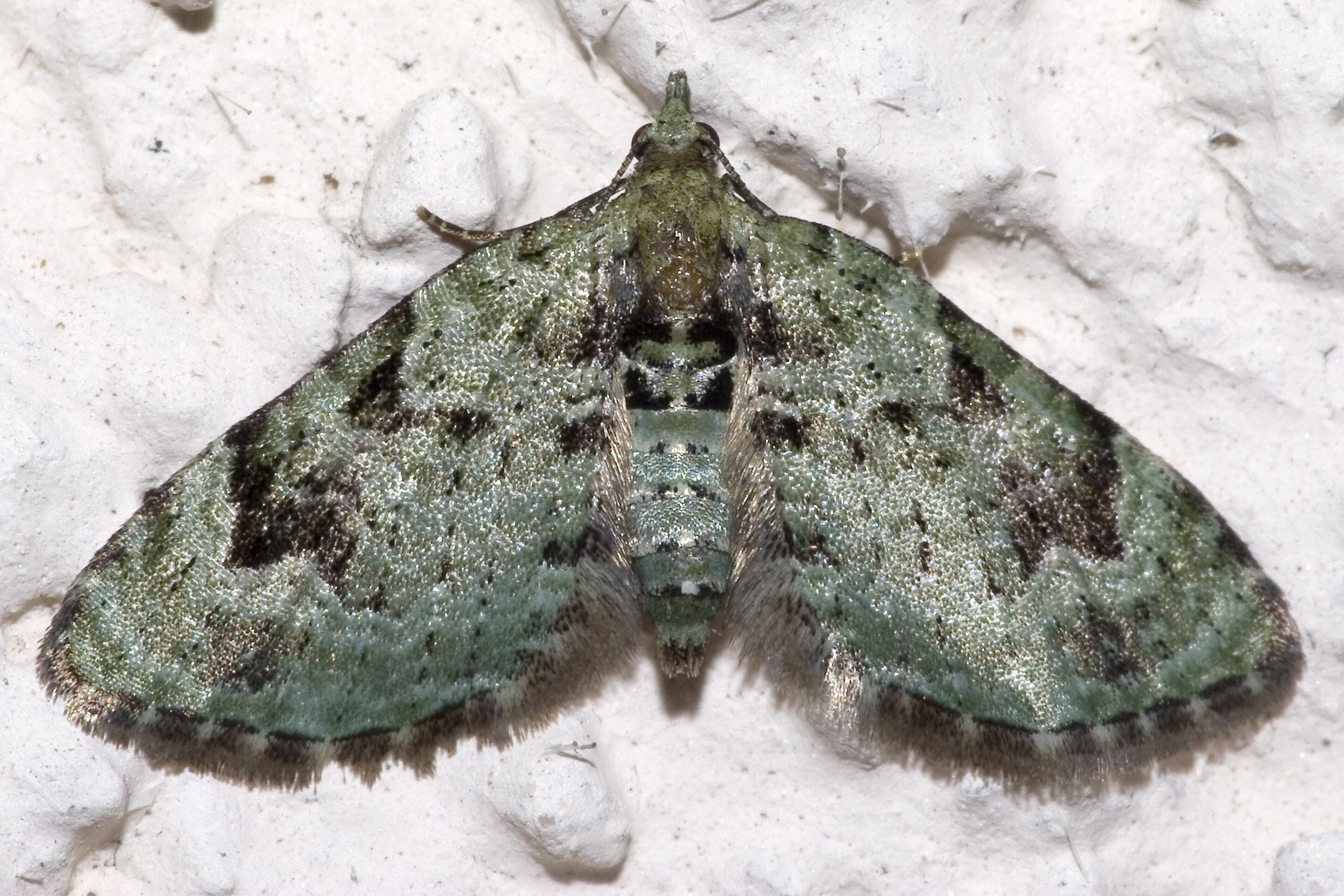